# Telve di Sopra
Telve di Sopra é uma comuna italiana da região do Trentino-Alto Ádige, província de Trento, com cerca de 609 habitantes. Estende-se por uma área de 17 km², tendo uma densidade populacional de 36 hab/km². Faz divisa com Borgo Valsugana, Palù del Fersina, Telve e Torcegno.